# Remetekertváros
Remetekertváros Budapest városrésze a II. kerületben az egykori Pesthidegkút község területén.

## Fekvése
Határai: Pinceszer utca a Kökény utcától – Kossuth Lajos utca – Hidegkúti út – Ördög-árok – Kerényi Frigyes utca – Kokárda utca – Kökény utca a Pinceszer utcáig.

## Története
A villanegyed jellegű városrész az 1910-es években alakult ki Pesthidegkút területének egy részén.

## Nevezetességei. látnivalói
- Szentlélek-plébániatemplom – a Máriaremetei úton álló templom 1937 és 1942 között épült Kismarty-Lechner Jenő tervei alapján, megjelenésében az őskeresztény bazilikák formavilágát idézi. A környék lakói mellett kiszolgálja a budapesti francia közösséget is; kápolnájában kis egyházművészeti gyűjtemény, altemplomában 500 sírhely és kolumbárium található.

- Budapest-Széphalmi Jézus szíve templom – a Kossuth Lajos utca 13. szám alatt álló templom ugyancsak a városrész területén található, bár inkább a széphalmi városrész lakóit szolgálja ki. Eredeti formájában 1948 és 1951 között épült, majd a 2000-es évek elején átépítették, illetve teljes tetőcserét hajtottak végre rajta; újbóli megáldása 2002-ben történt.[2]

## Intézmények a városrész területén
Bár a városrész túlnyomórészt kertvárosi beépítettségű, területén néhány intézmény is található. Ezek közé tartozik három oktatási-nevelési intézmény, a Remetekertvárosi Általános Iskola, a Pesthidegkúti Waldorf Iskola és a Hidegkúti úti bölcsőde, három egészségügyi intézmény, a Szent János Kórház Pesthidegkúti Rehabilitációs Pszichiátriai Osztálya, a Pesthidegkúti mentőállomás és a Hunyadi János utcai orvosi rendelőintézet, illetve egy postahivatal.
Korábban itt volt a Pesthidegkúti városrészi önkormányzat székhelye, illetve a Petőfi Sándor Művelődési Ház is; ez utóbbi egy, a második világháború előtt népszerű, kertes nagyvendéglő helyén létesült és a 2000-es évek elejéig működött.